# Ditte Reijers

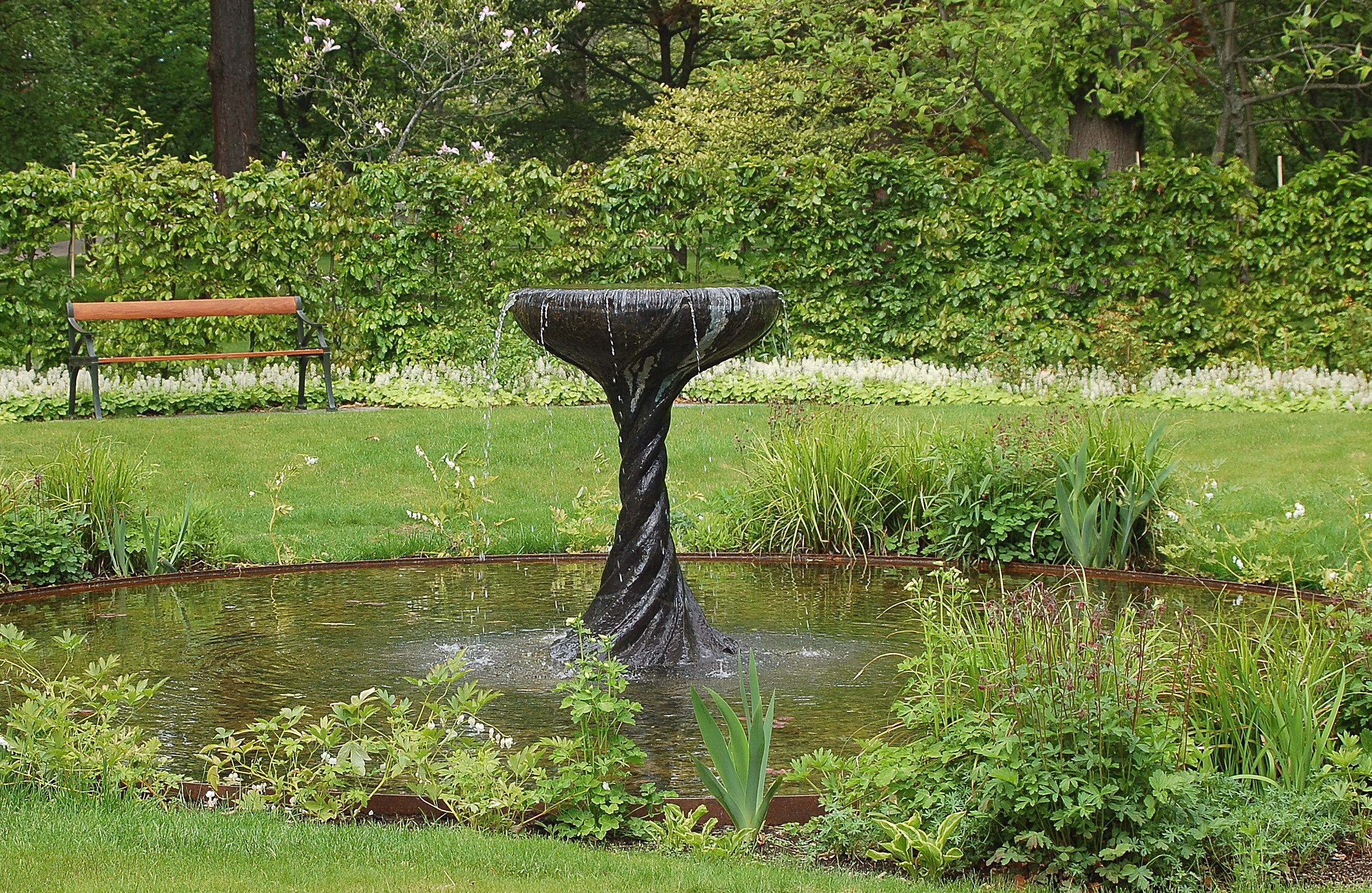
Fontänen Källan av Ditte Reijers placerad i Stadsträdgården, Karlstad

Ditte Reijers, född 17 december 1961, är en svensk skulptör.
Ditte Reijers är dotter till Herman Reijers. Hon har bland annat gjort utsmyckning vid sjukhuset i Säffle.
Reijers finns representerad vid bland annat
Örebro läns landsting.